# Tenby
Tenby (galés: Dinbych-y-pysgod, lit. «fortín de los peces») es una localidad costera amurallada de Pembrokeshire, Gales, situada al oeste de la bahía de Carmarthen. También es el término por el que se conoce a la  comunidad local de gobierno.
La localidad cuenta con 4 kilómetros de playas y muros medievales que datan del siglo XIII, incluyendo el pórtico barbacano de Five Archs. Otros puntos de interés son la iglesia de St. Mary de Tenby, construida en el siglo XV; la casa del comercio de Tudor (NT); la galería de arte y museo de Tenby; y la rambla de Pembrokeshire, la cual forma parte del único parque nacional sobre el litoral de Gales. Hay botes que zarpan desde el muelle de Tenby rumbo a la monástica isla Caldey, mientras que la isla de St Catherine forma parte del estuario. La localidad dispone de una estación de ferrocarril.

## Historia
Tenby fue desde muy temprano un asentamiento natural, debido en gran medida a su posición estratégica en el extremo occidental de la costa de Gran Bretaña, con un puerto a resguardo a medio camino entre el océano Atlántico y el mar de Irlanda. La referencia más antigua de la que se tiene constancia se halla en "Etmic Dinbych", un poema escrito probablemente en el siglo IX, conservado en el Libro de Taliesin del siglo XIV. En ese entonces el asentamiento de Tenby sería poco más que un castro. La actividad comercial se desarrollaría más tarde posiblemente como resultado del influjo hiberno-nórdico.

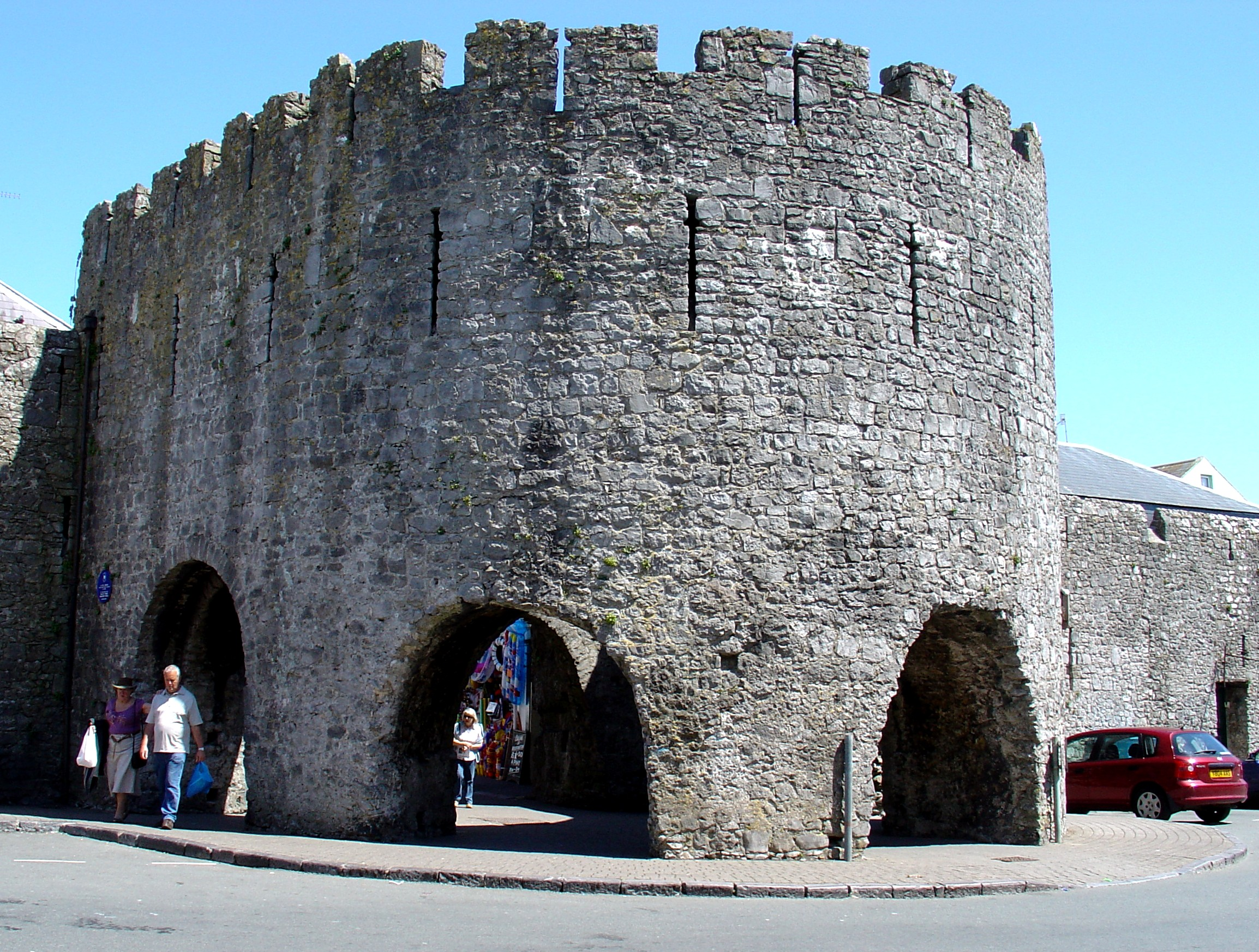
Puerta de Five Arches, parte de los viejos muros de Tenby

Tenby fue sitiada por los normandos cuando invadieron el oeste de Gales a comienzos del siglo XII. La primera muralla de piedra de la localidad se erigió en el castillo de Tenby, también conocido como Castle Hill. La actividad mercantil de Tenby siguió en aumento cuando la localidad se convirtió en un puerto marítimo destacado bajo dominio normando. Sin embargo, un inesperado ataque de las tropas galesas de Maredudd ap Gruffydd y de Rhys ap Gruffydd en 1153 dejó en evidencia la escasez de estrategias defensivas en la localidad. Varios saqueos tuvieron lugar entre 1187 y 1260, el último de los cuales fue perpetrado por Llywelyn ap Gruffudd. Tras el último ataque, a finales del siglo XIII, Guillermo de Valence, I conde de Pembroke, ordenó la construcción de los muros externos de la localidad. El muro de cerramiento, las torres y las puertas de piedra consiguieron rodear gran parte de Tenby (en lo que actualmente se conoce como "ciudad vieja" o "casco antiguo"). El castillo de Tenby perdió su posición estratégica con el levantamiento de los muros externos, lo que llevó a su total abandono hacia finales del siglo XIV.
En 1457, Jasper Tudor, tío de Henry Tudor, acordó compartir los gastos de renovación y mejora de las defensas de Tenby debido a su importancia económica regional en Gales. Asimismo, Tenby recibió fondos del rey de Inglaterra a finales de la Edad Media para mejorar sus defensas y proteger su puerto. Los comerciantes navegaban a lo largo de la costa rumbo a Bristol e Irlanda, llegando incluso a Francia, España y Portugal. Las principales exportaciones eran lana, pieles, lienzos, carbón, hierro y aceite. En 1566 los marinos portugueses introdujeron las primeras naranjas en Gales. 
Tenby creció de forma significativa durante este periodo y pasó a ser considerado un puerto nacional. Durante la Guerra de las Dos Rosas, Henry Tudor, el futuro rey Enrique VIII de Inglaterra, se refugió en Tenby antes de exiliarse en 1471.
La gran torre con forma de D conocida como "Cinco Arcos" (en inglés, Five Arches) se construyó a mediados del siglo XVI por temor a una segunda invasión de la armada española.

## Actualidad

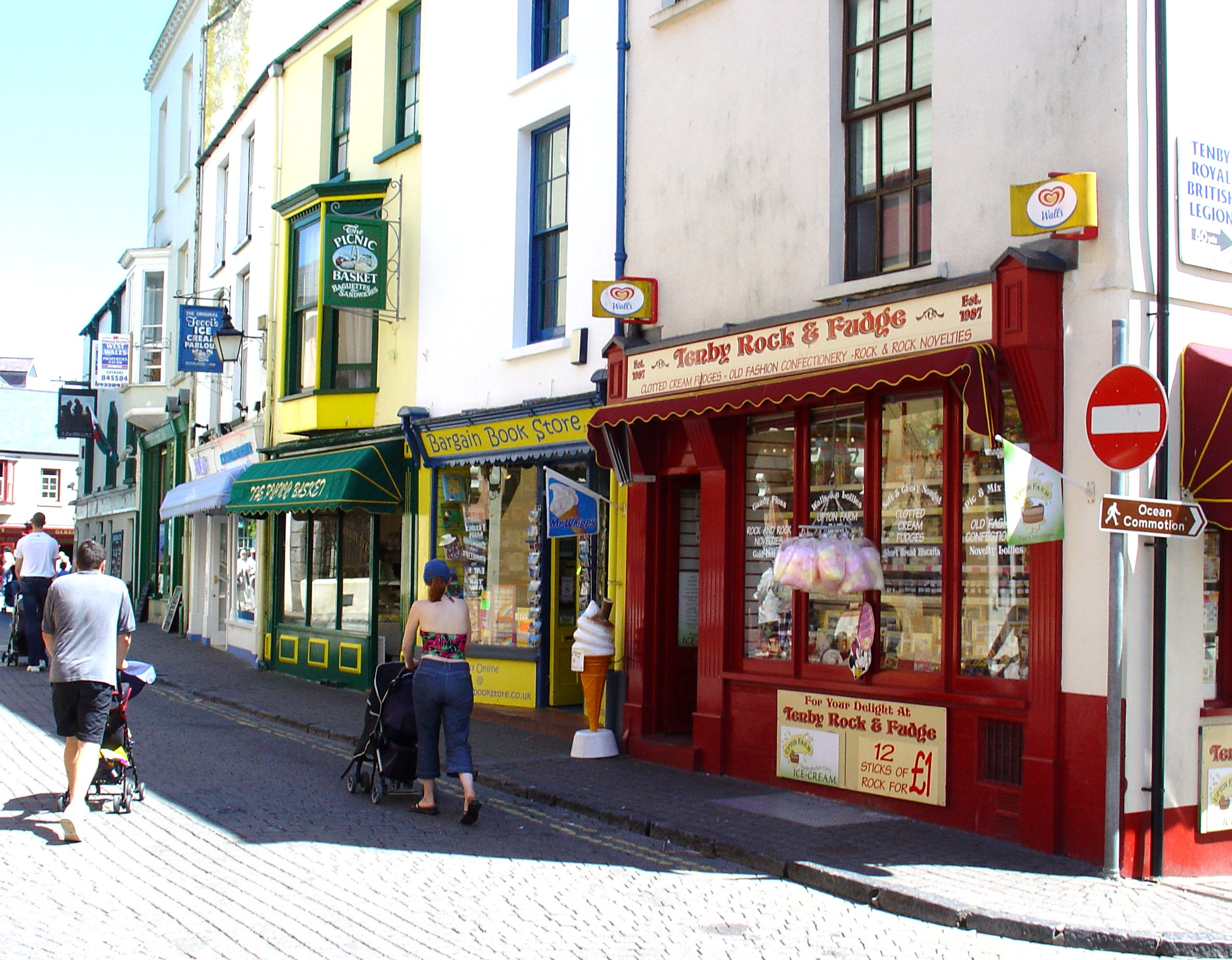
Tiendas comerciales en Tenby

Según datos recabados en abril de 2017, había al menos 372 edificios y otras estructuras en Tenby y en las inmediaciones.
Los muros del castillo en el casco antiguo aún se conservan, así como la arquitectura victoriana de color pastel. El turismo es el principal motor de la economía local, seguido del sector terciario, el arte y las tiendas comerciales.

## Clima
Al igual que Gales y el conjunto del Reino Unido, Tenby se caracteriza por tener un clima marítimo con veranos frescos e inviernos templados, acompañados a menudo de grandes ventiscas. Es una de las localidades galesas con más días de sol por año gracias a su ubicación en la costa suroeste del país. 
| Parámetros climáticos promedio de Tenby 5m asl, 1971-2000 | Parámetros climáticos promedio de Tenby 5m asl, 1971-2000 | Parámetros climáticos promedio de Tenby 5m asl, 1971-2000 | Parámetros climáticos promedio de Tenby 5m asl, 1971-2000 | Parámetros climáticos promedio de Tenby 5m asl, 1971-2000 | Parámetros climáticos promedio de Tenby 5m asl, 1971-2000 | Parámetros climáticos promedio de Tenby 5m asl, 1971-2000 | Parámetros climáticos promedio de Tenby 5m asl, 1971-2000 | Parámetros climáticos promedio de Tenby 5m asl, 1971-2000 | Parámetros climáticos promedio de Tenby 5m asl, 1971-2000 | Parámetros climáticos promedio de Tenby 5m asl, 1971-2000 | Parámetros climáticos promedio de Tenby 5m asl, 1971-2000 | Parámetros climáticos promedio de Tenby 5m asl, 1971-2000 | Parámetros climáticos promedio de Tenby 5m asl, 1971-2000 |
| Mes                                                       | Ene.                                                      | Feb.                                                      | Mar.                                                      | Abr.                                                      | May.                                                      | Jun.                                                      | Jul.                                                      | Ago.                                                      | Sep.                                                      | Oct.                                                      | Nov.                                                      | Dic.                                                      | Anual                                                     |
| --------------------------------------------------------- | --------------------------------------------------------- | --------------------------------------------------------- | --------------------------------------------------------- | --------------------------------------------------------- | --------------------------------------------------------- | --------------------------------------------------------- | --------------------------------------------------------- | --------------------------------------------------------- | --------------------------------------------------------- | --------------------------------------------------------- | --------------------------------------------------------- | --------------------------------------------------------- | --------------------------------------------------------- |
| Temp. máx. media (°C)                                     | 8.5                                                       | 8.0                                                       | 9.7                                                       | 11.7                                                      | 14.8                                                      | 17.3                                                      | 19.5                                                      | 19.3                                                      | 17.1                                                      | 14.2                                                      | 11.2                                                      | 9.5                                                       | 13.4                                                      |
| Temp. mín. media (°C)                                     | 3.1                                                       | 2.8                                                       | 3.8                                                       | 4.7                                                       | 7.4                                                       | 9.9                                                       | 12.0                                                      | 11.8                                                      | 10.3                                                      | 8.3                                                       | 5.3                                                       | 4.0                                                       | 7.0                                                       |
| Precipitación total (mm)                                  | 115.4                                                     | 90.1                                                      | 87.2                                                      | 61.3                                                      | 51.5                                                      | 66.6                                                      | 52.7                                                      | 92.7                                                      | 101.6                                                     | 131.3                                                     | 129.9                                                     | 126.4                                                     | 1106.5                                                    |
| Horas de sol                                              | 58.0                                                      | 75.4                                                      | 115.6                                                     | 184.8                                                     | 218.2                                                     | 205.8                                                     | 218.9                                                     | 200.6                                                     | 149.1                                                     | 106.0                                                     | 71.7                                                      | 49.9                                                      | 1654.0                                                    |
| Fuente: Met Office                                        |                                                           |                                                           |                                                           |                                                           |                                                           |                                                           |                                                           |                                                           |                                                           |                                                           |                                                           |                                                           |                                                           |

## Educación
Tenby cuenta con cuatro colegios:
- Tres escuelas de enseñanza primaria:
  - Ysgol Hafan-y-Mor
  - Tenby Church in Wales Primary School
  - St. Teilo's RC School
- Un colegio de enseñanza secundaria:
  - Ysgol Greenhill School

Ysgol Hafan y Môr es un colegio de enseñanza media que imparte clases en galés. La mayoría de los estudiantes van a Ysgol y Preseli, un instituto de enseñanza secundaria situado en Crymych.

## Residentes destacados
- Robert Recorde, 1510-1558, erudito isabelino, inventor del signo igual (=) en la notación matemática.
- Augustus John, 1878-1961, pintor.
- Gwen John, 1876-1939, pintora y hermana de Augustus John.
- Kenneth Griffith, 1921-2006, actor y director de documentales.
- Charles Dale, 1963, actor.